# Principat de València
El Principat de València (en castellà medieval: Prinçipado de Valençia) fou l'estat independent establert per Rodrigo Díaz de Vivar amb capital a la ciutat de València que ocupava la major part de l'actual País Valencià, incloent-hi la Plana d'Utiel-Requena. El Principat de València va existir entre l'any 1094 i l'any 1102. Malgrat la seua independència, també tenia la protecció militar del Comtat de Barcelona i del Regne de Castella.

## Història

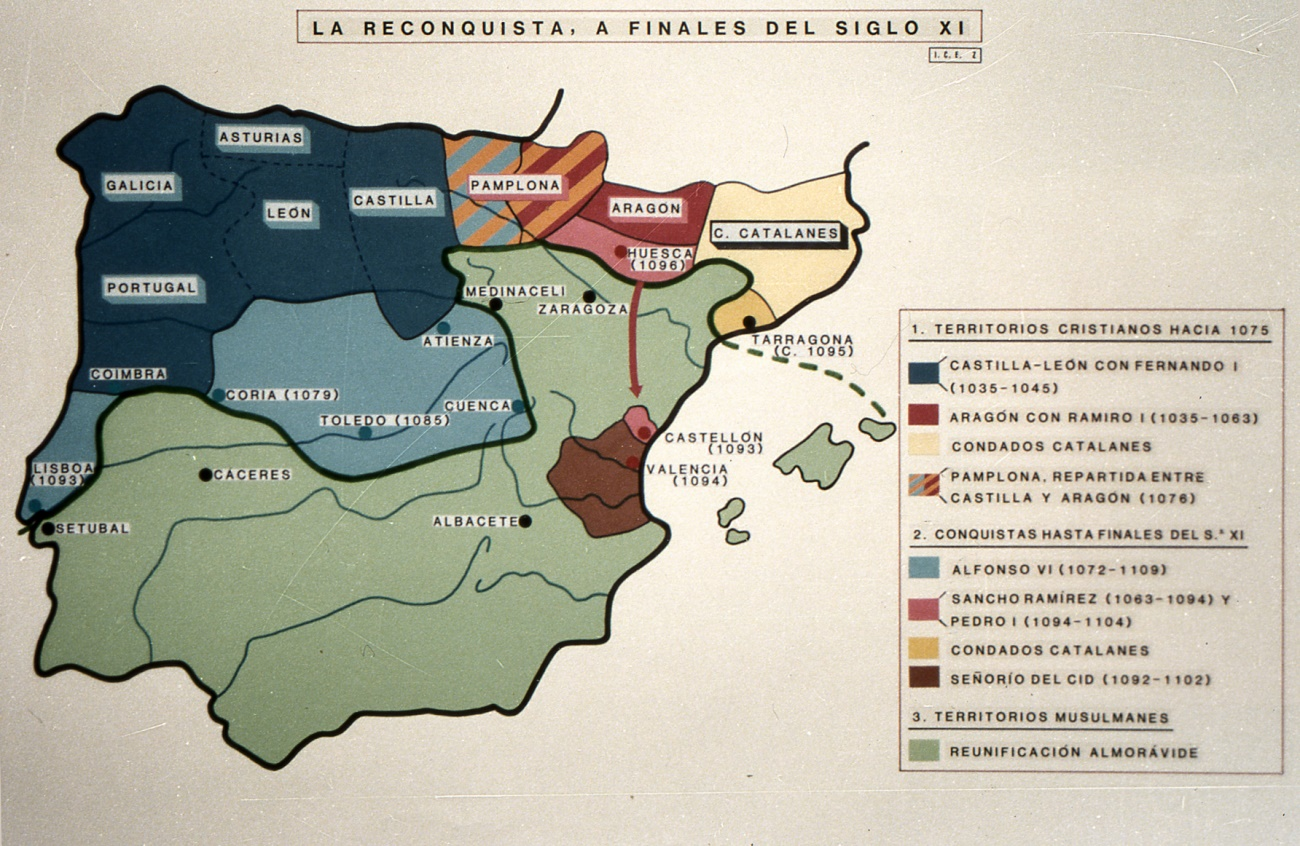
Mapa de la península a finals del, amb el Principat de El Cid

### Conquesta
Cap a començaments de novembre del 1092 el Campeador va assetjar la fortalesa de Çebola, actual El Puig de Santa Maria, a catorze quilòmetres de València. A mitjans del 1093 la fortalesa cau i el Cid comença a assetjar València. Al setembre del 1093, va canviar el seu campament i s'instal·là a la Roqueta. València, sol·licità l'ajuda d'un exèrcit almoràvit, que fou enviat sent comandat per al-Latmuní, i avançà des del sud de València fins a Almussafes, a vint-i-tres quilòmetres de la capital, retirant-se posteriorment. El 17 de juny del 1094 València va capitular. El Cid prengué possessió de la ciutat, atorgant-se el títol de «Princeps Rodericus Campidoctor» («Príncep Roderic el guerrer», en llatí), i instal·lant-se a la ciutat.

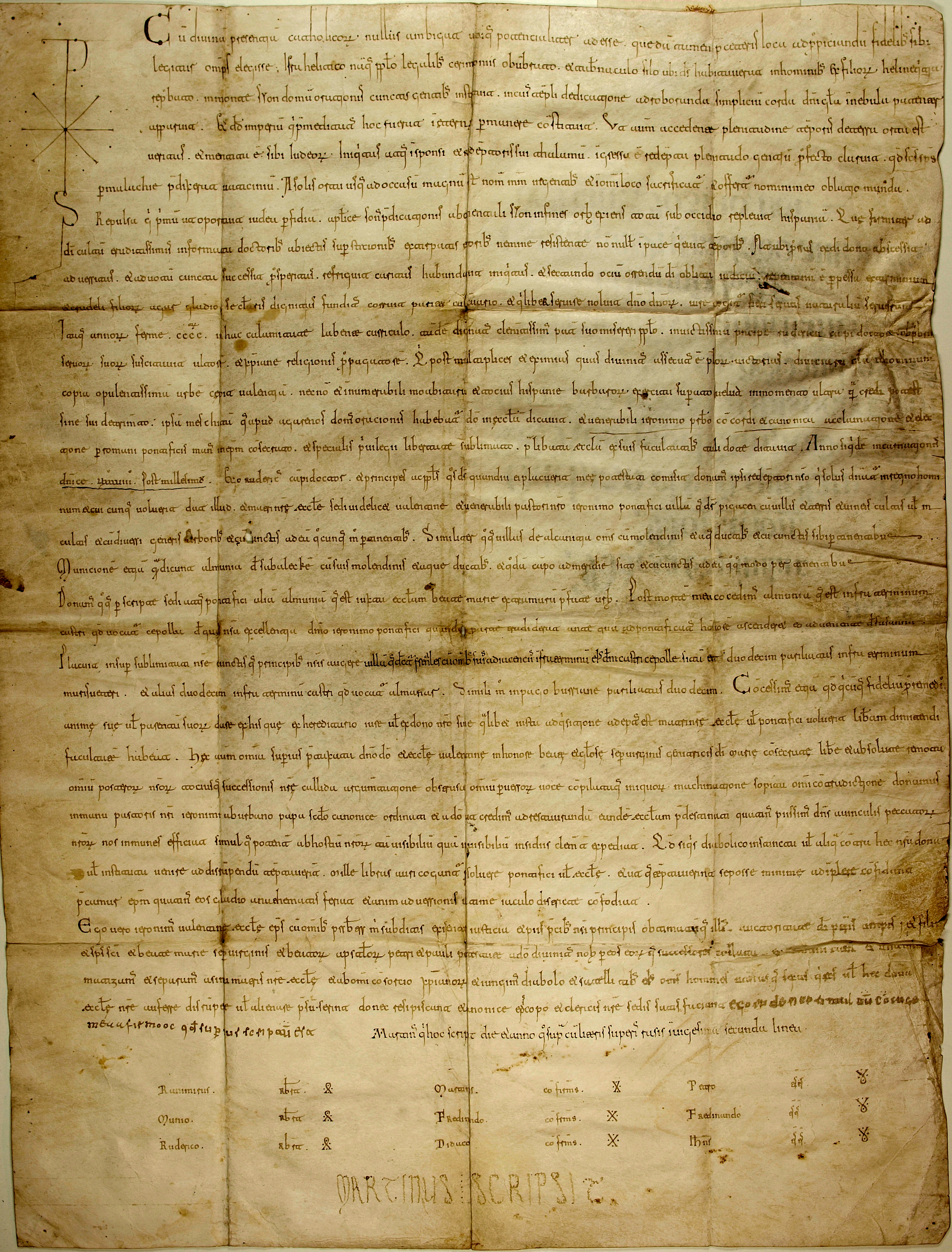
El diploma de dotació de la catedral de València, signat per Ruy Díaz de Vivar

En un principi, a l'any 1092, el Principat de València estaria format per una gran part de l'actual País Valencià, fins i tot la Plana d'Utiel-Requena. Tot i això, l'any 1093 una part de Castelló, com la mateix ciutat de Castelló de la Plana, anomenada aleshores Casteión, Culla, Miravet, Montornés i Orpesa, passà a formar part dels dominis del Regne d'Aragó fins a l'any 1103.

### Consolidació i expansió
La pressió almoràvit no cessà, i cap a mitjans de setembre de l'any 1094, un exèrcit comandat per Abu-Abd-Al·lah Muhàmmad ibn Taixfín, nebot de l'emperador Yússuf, arribà fins a Quart de Poblet, aleshores Quarte a cinc quilòmetres de la capital, i l'assetjà, sent derrotat després de la batalla de Quart de Poblet, que tingué lloc el 21 d'octubre del 1094 entre Mislata i Quart de Poblet, a proximitat de València.
El Cid anà conquerint territori valencià fins a arribar a la Pena Cadiella i Dénia, aleshores anomenada Deÿna, passant per Xàtiva, aleshores anomenada Xátiua i Cullera, aleshores anomenada Guiera.
Per tal d'assegurar-se el camí cap al nord del principat, Rodrigo aconsegueix aliar-se amb rei d'Aragó Pere I, i prengué el castell de Serra i el Castell del Real, aleshores anomenada Alucad al 1095.
L'any 1097 una nova incursió almoràvit comandada per Muhàmmad ibn Taixfin intenta recuperar València, però aquest va ser de nou derrotat pel Campeador a la batalla de Bayrén amb la col·laboració de l'exèrcit de Pere I d'Aragó. A finals d'aquell any prengué Almenara, aleshores anomenada Almenar, i l'any 1098 conquerí definitivament la ciutat fortificada de Sagunt, aleshores anomenada Muruiedro, consolidant el seu domini sobre l'antiga taifa de Balànsiya.
L'any 1098 va reformar la mesquita de València, convertint-la en la Catedral de Santa Maria. Al diploma de dotació de la catedral de finals del 1098, Roderic es presenta com «princeps Rodericus Campidoctor», considerant-se un sobirà autònom malgrat no tindre llinatge reial. Com assenyala Georges Martin:
| « | ... después de la toma de Valencia, todos los esfuerzos de Rodrigo se orientaron hacia la consolidación de su independencia señorial, hacia la constitución de un principado soberano desvinculado de la tutela secular del rey de Castilla así como de la tutela eclesiástica del arzobispo de Toledo. | » |
| — Georges Martin, «El primer testimonio cristiano sobre la toma de Valencia (1098)», e-Spania, n.º 10, desembre de 2010. § 8. | |   |

Establert a València, es va aliar amb Ramon Berenguer III per tal de frenar l'empenta almoràvit. Estes aliances militars es reforçaren amb el casament de les filles del Cid. A la seua mort (1099), havia casat Cristina amb l'infant Ramir Sánchez de Pamplona i Maria amb el comte de Barcelona Ramon Berenguer III.

### Govern de Ximena i dissolució
El Cid morí el 10 de juny de l'any 1099, i la seua esposa Ximena es va convertir en princesa de València. Va aconseguir defensar el Principat amb l'ajuda del seu gendre Ramon Berenguer III. Tanmateix, a l'octubre del 1101 envià el bisbe de València a demanar l'ajut del rei Alfons VI de Castella, que va atendre la petició i, amb un nombrós exèrcit, va aconseguir aixecar el setge. Considerant que la ciutat es trobava massa lluny de les seves possessions per poder defensar-la sense dificultats, el 4 de maig de l'any 1102 ordenà l'evacuació dels cristians de la ciutat, incendiant-la ulteriorment. Al dia següent, 5 de maig del 1102 València caigué sota poder dels almoràvits sota el comandament del general Mazdalí.
El Principat de València, en gairebé tot el seu territori, no fou refundat fins 136 anys més tard, quan la ciutat de València fou conquerida de nou pels cristians sota el regnat de Jaume I el Conqueridor, besnét de Ramon Berenguer IV, germanastre de les nétes del Cid i de Ximena Díaz, i fill en segones núpcies de Ramon Berenguer III, fet del qual es va aprofitar el rei Conqueridor.